# Augochlorella bracteata
Augochlorella bracteata är en biart som beskrevs av Ordway 1966. Augochlorella bracteata ingår i släktet Augochlorella och familjen vägbin. Inga underarter finns listade.